# Жабките
„Жабките“ е името на фонтан пред входа на парк „Митрополит Методий Кусев“ (Аязмото). Това е емблематично място в града, любимо място за срещи на старозагорци.

## Описание
Фонтанът има кръгла форма и 4 на брой метални жабки по периферията, откъдето носи името си. През 60-те години на XX век шадраванът е пълен с вода и от устата на всяка жабка излиза водна струя. Фонтанът и цялата каскада от върха на Аязмото са захранени от водопровод от село Дъбрава (сега квартал). От средата на 70-те години, поради водната криза и компрометирането на водопровода, шадраванът е по-често празен. След ремонта, приключил през 2019 г., функционира нормално.
Сходен фонтан има в двореца „Врана“.

## История
Задачата да направи металните фигури на жабки е възложена на скулптора Валентин Старчев през 1958 г., докато все още е студент. За целта близо месец той храни с мухи две жаби в трилитров буркан, които ползва за модели. „Трябваше да са фигури които пръскат вода. Или риби, или жаби. Но едва ли Стара Загора е свързана с риби. А жабата е едно красиво зверче и щеше да е интересно и забавно за децата“, споделя избора на фигури скулпторът.
Валентин Старчев създава първо специален клинов калъп, който се отваря, от който отлива четири броя. Първите жабки изпълнява от мозайка. През зимата отлива и централната фигура на шадравана. Години по-късно ги подменя с бронзови копия по инициатива на Ротари клуб, които са по-устойчиви на замръзванията. Визията на създателя се потвърждава от снимките на децата върху мозаечните жаби, а по-късно и върху бронзовите им реплики.

## Ремонт
В рамките на проект на стойност 7 млн. лева, финансиран от Оперативна програма „Региони в растеж“, се облагородява и цялото пространство западно от Старозагорската митрополия, вкл. фонтанът „Жабките“. Фонтанът е обновен след ремонта на парка в края на 2019 г., като е извършено преоблицоване с гранит, добавено осветление и ремонт на инсталациите.
При ремонта са сменени постаментите на металните фигури, обновени и обогатени са пръскалките, с които четирите „плюят“ надалеч вода. Във вътрешната част на фонтана има монтирано осветление, а на 6 ноември, около година след началото на ремонта на парка, шадраванът „Жабките“ отново функционира.